# Albert McClellan
Albert McClellan (Lakeland, 4 giugno 1986) è un giocatore di football americano statunitense che ha giocato nel ruolo di linebacker per i Baltimore Ravens della National Football League (NFL). Al college ha giocato a football alla Marshall University.

## Carriera professionistica
McClellan firmò coi Baltimore Ravens come free agent dopo non essere stato scelto nel Draft NFL 2010. Inizialmente era il quarto middle linebacker nelle gerarchie della squadra (dietro a Ray Lewis, Jameel McClain e Dannell Ellerbe) ma trovò diverso spazio a causa degli infortuni degli altri giocatori. Con l'infortunio di Terrell Suggs e la partenza come free agent di Jarret Johnson nel 2012, McClellan ebbe l'occasione di competere per il posto di outside linebacker titolare con Paul Kruger, Courtney Upshaw e Sergio Kindle. Upshaw sembrò essere in vantaggio per la maggior parte del training camp ma nella terza gara di pre-stagione McClellan partì come titolare. Alla fine nella stagione regolare 2012 partì 11 volte come titolare, totalizzando 49 tackle, 1 fumble forzato e il suo primo sack nella settimana 15 contro i Denver Broncos. Il 3 febbraio 2013, McClellan mise a segno un tackle nel Super Bowl XLVII contribuendo alla vittoria dei Ravens sui San Francisco 49ers per 34-31, laureandosi per la prima volta campione NFL.
Il 9 marzo 2014, McClellan firmò un prolungamento contrattuale biennale coi Ravens. Rimase a Baltimore fino al 30 ottobre 2018, quando fu svincolato.

### New England Patriots
Il 6 novembre 2018 McClellan firmò con i New England Patriots, con cui a fine stagione vinse il suo secondo Super Bowl battendo i Los Angeles Rams per 13-3.

## Palmarès
- Super Bowl : 2

Baltimore Ravens: XLVII
New England Patriots: LIII
- American Football Conference Championship: 2

Baltimore Ravens: 2012
New England Patriots: 2018